# 江苏省太湖采石公司
江苏省太湖采石公司，是中华人民共和国江苏省苏州市吴中区下辖的一个类似乡级单位。

## 行政区划
下辖以下地区：
江苏省太湖采石公司虚拟社区。